# Armorial des maisons d'Europe
- il comporte peu ou pas de sources.
- certaines figures sont encore dans un format bitmap et doivent être vectorisées.
- il reste des blasons à dessiner dans cet armorial.

Cette page donne les armoiries (figures et blasonnements) de plusieurs grandes familles européennes.
Il y a aussi des armoriaux détaillés sur plusieurs grandes Maisons d'Europe.
Vous pouvez aussi consulter les armoriaux des familles suivantes :
| - Liste de maisons (généalogie & armorial) - Albret - Aragon - Ascanie - Aviz (Portugal) - Belge, maison royale - Belge, noblesse - Belges, petit armorial - Belges, armorial chronologique - Brienne - Îles Britanniques - Armorial - Bonaparte - Bragance (Portugal) - Bretagne - Capétiens - Castille (Ivrée et Trastamare) - Clèves | - Coligny - Danemark - Espagne (Capetienne directs) - Este - Fitzalan - France, Armorial des Grandes Familles - France, Armorial du Premier Empire - France, Armorial des Pairies de France sous l'Ancien Régime - Gonzague - Grandes familles d'Italie - Grimaldi - Habsbourg - Péninsule Ibérique - Armorial - Italienne, Armorial de famille (en italienne) - Jelačić - Limbourg - Lorraine - Lusignan | - Luxembourg - Montmorency - Nassau - Navarre - Norvège - Oldenbourg - Orient - Papes et Cardinaux - Pays-Bas (Bourguignons et Habsbourg) - Plantagenêt - Rois de Pologne - Pologne, Armorial des Grandes Families - Portugal (Capetienne directs) - Portugal, Armorial des Grandes Families - Rochechouart | - Rohan - Romanov (Schleswig-Holstein-Gottorp-Russie) - Russie, noblesse de & ici - Saint-Empire - Savoie - rois de Suède et Maison Bernadotte - Stuart - La Trémoille - Tudor - des familles patriciennes de Venise - Wettin - Wittelsbach |

- Haut – A
- B
- C
- D
- E
- F
- G
- H
- I
- J
- K
- L
- M
- N
- O
- P
- Q
- R
- S
- T
- U
- V
- W
- X
- Y
- Z

## A
| Figure                  | Nom de la maison et blasonnement |
|                         | Abrantes (Comte d') famille Almeida. |
|                         | Albe de Tormes (Duc d') famille Álvarez de Toledo. huit points d'argent équipolés à sept points d'azur. famille Fitz-James Stuart. |
|                         | Albret premiers sires d'Albret : De gueules plain |
|                         | Arenberg De gueules à trois fleurs de néflier d'or, percées du champ. . |
|                         | Ascanie, huit points de sable équipolés à sept points d'argent. |
|                         | Aveiro (Duc d') famille Lencastre d'argent à cinq écussons d'azur disposés en croix, chaque écusson chargé de cinq besants d'argent, à la bordure de gueules chargé de sept châteaux d'or, un filet de sable en contre-bande sur tout famille Lencastre e Távora Branche cadette, issue de le troisième fils de l'Infant Georges de Lencastre, 2e Duc de Coimbra que, par des mariages successifs, a hérité, au Portugal, la maison des marquis d'Abrantes. écartelé : aux I et IV de Lencastre/Aveiro; aux II et III de Távora. |
| Blason maison d'Avesnes | Avesnes bandé d'or et de gueules de six pièces |

## B
| Figure | Nom de la maison et blasonnement |
|        | Battenberg / Mountbatten Prince Louis de Battenberg, Lord Mountbatten (depuis 1917) ................ Philip Mountbatten, Duc de Edinburgh (consort de la reine Élisabeth II) Louis Mountbatten, Comte Mountbatten de Burma Alexandre de Battenberg, Prince de Bulgarie (1879-1886) |
|        | Bauffremont vairé d'or et de gueules écartelé : aux I et IV contre-écartelés, au 1 vairé d'or et de gueules, au 2 de gueules à l'aigle d'or chargée sur son estomac d'un écusson de sable à trois têtes de léopard d'argent, au 3 d'azur à dix besants d'argent, au 4 d'azur au chevron d'or ; aux II et III contre-écartelés, aux 1 et 4 d'azur à trois fleurs de lis à la bordure engrêlée de gueules, aux 2 et 3 d'or à trois tourteaux de gueules. |
|        | Maison Bonaparte De gueules à deux barres d'or accompagnées de deux étoiles du même, une en chef, l'autre en pointe. |
|        | Borgia d'or, au taureau de gueules, sur une terrasse de sinople, à la bordure du champ chargée de huit flammes du troisième |
|        | Bragance d'argent, au sautoir de gueules chargé avec cinq écus d'azur, chaque écu chargé de cinq besants d'argent |
|        | Brienne Jean de Brienne : d'azur au lion d'or armé et lampassé de gueules. |
|        | de Broglie d'or, au sautoir ancré d'azur |
|        | de Brosse d'azur, à trois gerbes de blé (ou brosses) d'or liées de gueules Armes parlantes. Famille d'ancienne chevalerie originaire du Berry issue des vicomtes de Limoges Liste des vicomtes de Limoges Alias de Broce et de Broche Beaujolais; extraction 1504 et Languedoc, maintenus de noblesse du 12/02/1700 |
|        | Broyes d'azur aux trois broyes d'or Armes parlantes. |
|        | Budos d'azur à trois bandes d'or |

## C
| Figure | Nom de la maison et blasonnement |
|        | Cadaval (Duc de) famille Álvares Pereira de Melo. d'argent, au sautoir de gueules chargé avec cinq écussons d'azur, chaque écusson chargé de cinq besants d'argent et de quatre croix fleurdelisées d'argent, chaque une chargé d'une croisette de gueules |
|        | Castro famille originaire du nord-ouest iberique (Galice, Minho et Asturies). Castro (legitime): D'or, à treize torteux d'azur, en 3-3-3-3-1 (armes portées par les Comtes de Basto, au Portugal). Castro (Penha Verde): Dárgent à six torteux d'azur, en 2-2-2 (armes portées par les Comtes de Monsanto, au Portugal). |
|        | Chabot D'or à trois chabots de gueules. |
|        | Châtillon De gueules à trois pals de vair, au chef d'or. Comtes de Saint-Pol, comtes de Blois : de gueules à trois pals de vair, au chef d'or chargé d'un lambel d'azur. |
|        | Churchill famille : de sable, au lion d'argent, avec un canton d'argent à la croix de gueules. ducs de Marlborough : écartelé : en 1 et 4 de sable, au lion d'argent, avec un canton d'argent à la croix de gueules ; en 2 et 4 écartelé, d'argent et de gueules, fretté d'or ; au bâton de sable brochant sur-le-tout chargée de trois coquilles d'argent ; sur le tout un écusson d'argent à la croix de gueules, sur le tout du tout d'azur à trois fleurs-de-lys d'or |
|        | Clermont-Tonnerre de gueules à deux clefs d'argent passées en sautoir |
|        | Coligny de gueules, à l'aigle d'argent, becquée, languée, membrée, armée et couronnée d'azur |
|        | Courtenay d'or à trois tourteaux de gueules |
|        | Clèves de gueules, à l'écusson d'argent, aux rais d'escarboucle d'or brochant sur le tout |
|        | Coutinho D'or, à cinq étoiles de gueules, en sautoir |
|        | Croÿ D'argent, à trois fasces de gueules. |

## D
| Figure | Nom de la maison et blasonnement                            |
|        | Dammartin burelé d'argent et d'azur à la bordure de gueules |

| Figure | Nom de la maison et blasonnement |
|        | Doria Coupé d'or sur argent, à l'aigle de sable, couronnée du même, becquée, membrée et languée de gueules, brochant sur le tout. Casque couronné. |

## E
| Figure | Nom de la maison et blasonnement |
|        | Maison d'Egmond Chevronné d'or et de gueules, de douze pièces. Casque couronné. |
|        | Famille d'Estouteville Burelé d'argent et de gueules ; au lion de sable, armé, lampassé et couronné d'or, brochant sur le tout. |
|        | Maison d'Estrées : d'argent, fretté de sable, au chef d'or, chargé de trois merlettes du deuxième. Antoine IV d'Estrées : Ecartelé au I et IV d'Estrée, au II de Bourbon-Ligny et III de la Cauchie ou Ecartelé au I et IV d'argent, fretté de sable, au chef d'or, chargé de trois merlettes du deuxième, au II d'azur à trois fleurs de lys d'azur chargé de deux bâtons de gueules péris l'un en bande, l'autre en barre et III d'or au lion d'azur armé, lampassé et couronné de gueules. François Hannibal d'Estrées : Ecartelé au I et IV d'Estrée et au II et III de la Cauchie ou Ecartelé au I et IV d'argent, fretté de sable, au chef d'or, chargé de trois merlettes du deuxième et au II et III d'or au lion d'azur armé, lampassé et couronné de gueules. François Hannibal d'Estrées : Ecartelé : au I de Lauzières au II de Thémines au III de Cardaillac au IV d'Amielh de Pennes ; sur-le-tout écartelé I et IV d'Estrée et au II et III de la Cauchie. Ou écartelé : au I d'argent au chêne de sinople glandé d'or, au II de gueules à deux brebis d'argent passantes l'une sur l'autre accornées de sable, au III de gueules au lion d'argent, la bordure semée de besants d'argent, au IV burellé d'or et de sable au chef d'hermine; sur-le-tout écartelé I et IV d'argent, fretté de sable, au chef d'or, chargé de trois merlettes du deuxième, au II et III d'or au lion d'azur armé, lampassé et couronné de gueules. |

## F
| Figure | Nom de la maison et blasonnement                 |
|        | Maison Farnèse D'or à six fleurs de lys d'azur.. |

## G
| Figure | Nom de la maison et blasonnement                                                              |
|        | Maison de Gondi D'or, à deux masses d'armes de sable, passées en sautoir et liées de gueules. |
|        | Grosvenor d'azur à la gerbe d'or, liée du même                                                |

## H
| Figure | Nom de la maison et blasonnement |
|        | Harcourt de gueules à deux fasces d'or . |
|        | Hauteville d'azur à la bande échiquetée de gueules et d'argent |
|        | Maison de Hénin-Liétard De gueules, à la bande d'or. Couronne de prince du Saint-Empire ; Supportsdeux griffons colletés d'un collier auquel est suspendue une croix de Lorraine. |
|        | Hohenstaufen famille : d'or aux trois lions passant de sable empereurs : d'or, à l'aigle monocéphale de sable, membrée, becquée et liée de gueules ; sur le tout d'or aux trois lions passant de sable rois de Sicile : d'argent à l'aigle éployée de sable |
|        | Hohenberg burelé d'argent et de gueules |
|        | Hohenzollern écartelé en 1 et 4 argent et en 2 et 3 sable |
|        | Howard famille : de gueules à la bande d'argent, accompagné de six croix recroisetées du même, et chargé d'un écusson d'or au demi-lion percé par une flèche de gueules, au double-trescheur fleuronné et contre-fleuronné du même ducs de Norfolk : écartelé : en 1 de gueules à la bande d'argent, accompagné de six croix recroisetées du même, et chargé d'un écusson d'or au demi-lion percé par une flèche de gueules, au double-trescheur fleuronné et contre-fleuronné du même ; en 2 de gueules à trois lions léopardés d'or, lampassés et armés d'azur, sur le tout un lambel d'argent ; en 3 échiqueté d'or et d'azur ; en 4 de gueules au lion d'or, lampassé et armé d'azur |

## I
| Figure | Nom de la maison et blasonnement         |
|        | Ibelin d'or à la croix pattée de gueules |

## J
| Figure | Nom de la maison et blasonnement |
|        | Jelačić De gueules avec une terrasse de sinople chargée de deux têtes de Turc, sur la terrasse s'appuie deux lions d'or couronnés gueule ouverte affrontés tenants dans leurs pattes avant une épée qui s'appuie sur le chef sur laquelle une tête de turc est planté. Au-dessus du blason est placé un heaume fermé avec une couronne nobiliaire, au-dessus de cette couronne, une moitié de lion couronné doré tient dans sa patte senestre une pomme impérial rehaussé d'une croix d'or et derrière ce lion un vol de gueules superposé d'azur est placé, et dans sa patte dextre un sabre.Le casque est orné à partir du sommet de lambrequins de gueules et d'argent à senestre et de l'autre d'azur et d'or à dextre. |
|        | Joyeuse ducs de Joyeuse : écartelé en 1 et 4 palé d'or et d'azur de six pièces, au chef de gueules chargé de trois hydres à sept têtes aussi d'or et en 2 et 3 d'azur au lion d'argent à la bordure de gueules chargée de fleurs de lys d'or. comtes de Bouchage : écartelé en 1 et 4 palé d'or et d'azur de six pièces, au chef de gueules chargé de trois hydres à sept têtes aussi d'or et en 2 et 3 d'azur au lion d'argent à la bordure de gueules chargée de fleurs de lys d'or ; sur le tout, écartelé en 1 et 4 d'or et en 2 et 3 d'azur. |
|        | Joinville D'azur à trois broyes d'or, au chef d'argent chargé d'un lion issant de gueules. |

## L
| Figure | Nom de la maison et blasonnement |
|        | Lannoy D'argent à trois lions de sinople, armés et lampassés de gueules, couronnés d'or. Supportsdeux licornes d'argent accornées et crinées d'or. Cimierune tête et col de licorne d'argent le crin et la barbe d'or. DeviseVostre playsir Lannoy. Manteau de gueules, doublé d'hermine, sommé de la couronne de prince du Saint-Empire ; |
|        | Ligne D'or à la bande de gueules. |
|        | La Rochefoucauld burelé d'argent et d'azur de dix pièces, à trois chevrons de gueules brochant sur le tout, le premier écimé . |
|        | Lévis d'or à trois chevrons de sable |
|        | Lusignan burelé d'argent et d'azur |

## M
| Figure | Nom de la maison et blasonnement |
|        | Famille de Mac Mahon D'argent, à trois lions léopardés de gueules regardants (tête contournée de gueules), armés et lampassés d'azur, passant l'un sur l'autre. Irlande, France .                                                                |
|        | Médicis D'or à six tourteaux mis en orle, cinq de gueules, celui en chef d'azur chargé de trois fleurs de lis d'or |
|        | Maison de Melun D'azur aux neuf besants d'or et au chef du même., Île-de-France . |
|        | Mendoza/Mendoça famille iberique. Mendoza (Es), armes portées par les Ducs del Infantado, en Espagne. Mendoça (Pt) - armes portées par les Ducs de Loulé, au Portugal. Le nom traditionnel portugais Mendoça a dégénéré dans le moderne Mendonça |
|        | Meneses D'or vide |
|        | Monaco - famille Grimaldi Fuselé d'argent et de gueules |
|        | Montferrat d'argent au chef de gueules |
|        | Montmorency d'or à la croix de gueules cantonnée de seize alérions d'azur ordonnés 2 et 2 |

## N
| Figure | Nom de la maison et blasonnement |
|        | Nassau D'azur semé de billettes d'or, au lion du même, armé et lampassé de gueules, brochant sur le tout. |
|        | Nissirios D'azur à une Île volcanique d'or accompagnée de trois croix allésées dites grecques d'argent; à la bordure ondée d'or chargée de sept croisettes d'azur (Ancienne famille de marchands et de négociants greco-vénitiens ayant prospéré en Méditerranée et dans la mer Egée, grâce notamment à l’exploitation et au commerce des éponges. |
|        | Noailles de gueules à la bande d'or |

## O
| Figure | Nom de la maison et blasonnement                    |
|        | Maison d'Oldenbourg D'or, à deux fasces de gueules. |

## P
| Figure | Nom de la maison et blasonnement                                           |
|        | Paleologue de Montferrat                                                   |
|        | Phélypeaux d'azur semé de quartefeuilles d'or, au franc-quartier d'hermine |

## R
| Figure | Nom de la maison et blasonnement                                                                            |
|        | Rochechouart fascé ondé d'argent et de gueules de six pièces                                                |
|        | Rohan de gueules à neuf macles d'or                                                                         |
|        | Rohan-Chabot écartelé, aux 1 et 4 de gueules à neuf macles d'or, aux 2 et 3 d'or à trois chabots de gueules |
|        | Maison de Rougé de gueules à la croix pattée et alésée d'argent                                             |
|        | Maison de Rouvroy de Saint-Simon De sable à la croix d’argent chargé de cinq coquilles de gueules.          |

## S
| Figure | Nom de la maison et blasonnement |
|        | Saluces d'argent au chef d'azur |
|        | Savoie de gueules à la croix d'argent |
|        | Silva (en) d'argent au lion pourpre armé et lampassé d'azur. Ces armes furent portés par la Maison des Comtes de Portalegre/Marquis de Gouveia (pt) (au Portugal) |
|        | Stuart D'or, à la fasce échiquetée d'argent et d'azur de trois tires.                                                                                             |

## T
| Figure                        | Nom de la maison et blasonnement |
|                               | Távora d'argent, à cinq fasces ondées d'azur.                                                                                       |
|                               | Teck (Duc de) |
| Blason de la Maison de Thiers | Thiers d'or au lion de gueules |
|                               | Maison de La Tour d'Auvergne D'azur semé de fleurs de lys d'or et à la tour d'argent maçonnée et ouverte de sable. Armes parlantes. |
|                               | La Trémoïlle d'or, au chevron de gueules, accompagné de trois aiglettes d'azur becquées et membrées de gueules                      |
|                               | Trencavel fascé de gueules et de ravelles (avant 1247) fascé de gueules et d'hermine (après 1247)                                   |
|                               | Tudor de gueules, au chevron d'hermine, accompagné de trois casques fermés d'argent, tarés de profil.                               |

## V
| Figure | Nom de la maison et blasonnement |
|        | Vargas (es) D'argent aux trois fasces ondées d'azur                                                                                               |
|        | Visconti d'argent, à une couleuvre ondoyante en pal d'azur, couronnée d'or, engloutissant un enfant de carnation, posé en fasce, les bras étendus |

## W
| Figure | Nom de la maison et blasonnement |
|        | Wellington (Duc de) écartelé en 1 et 4 de gueules à la croix d'argent, cantonnée de vingt besants du même, en 2 et 3 d'or au lion de gueules lampassé et armé d'azur ; sur le tout un écusson d'azur au sautoir de gueules bordé d'argent, sur le tout une croix du même |